# Station Carnoët-Locarn
Station Carnoët-Locarn is een spoorweghalte in de Franse gemeente Locarn. Zij wordt bediend door treinen van het netwerk TER Bretagne op het traject Guingamp - Carhaix.